# Northern Region (Uganda)

Lage der Northern Region

Die Northern Region ist eine von vier Regionen in Uganda. Laut der Volkszählung in Uganda aus dem Jahr 2014 betrug die Einwohnerzahl der Region 7.188.139 auf einer Fläche von 85.391,7 km². Die regionale Hauptstadt befindet sich in der Stadt Gulu. Die Region gliedert sich in mehrere Distrikte.

## Demografie
Die Bevölkerungszahl wird für 2020 auf 8.606.300 geschätzt. Davon lebten im selben Jahr 13,6 Prozent in städtischen Regionen und 86,4 Prozent in ländlichen Regionen.
| Zensusjahr | Einwohnerzahl |
| ---------- | ------------- |
| 1994       | 3.151.955     |
| 2002       | 5.363.669     |
| 2014       | 7.188.132     |

## Distrikte
2020 besteht die Northern Region aus 37 Distrikten:
| Distrikt               | Einwohnerzahl (Zensus 1991) | Einwohnerzahl (Zensus 2002) | Einwohnerzahl (Zensus 2014) |
| ---------------------- | --------------------------- | --------------------------- | --------------------------- |
| Distrikt Abim          | 047.572                     | 051.803                     | 107.966                     |
| Distrikt Adjumani      | 096.264                     | 202.290                     | 225.251                     |
| Distrikt Agago         | 100.659                     | 184.018                     | 227.792                     |
| Distrikt Alebtong      | 112.584                     | 163.047                     | 227.541                     |
| Distrikt Amolatar      | 068.473                     | 096.189                     | 147.166                     |
| Distrikt Amudat        | 011.336                     | 063.572                     | 105.767                     |
| Distrikt Amuru         | 088.692                     | 135.723                     | 186.696                     |
| Distrikt Apac          |                             |                             | 185.322                     |
| Distrikt Arua          |                             |                             | 641.889                     |
| Distrikt Dokolo        | 084.978                     | 129.385                     | 183.093                     |
| Distrikt Gulu          | 211.788                     | 298.527                     | 436.345                     |
| Distrikt Kaabong       |                             |                             | 108.682                     |
| Distrikt Karenga       |                             |                             | 059.197                     |
| Distrikt Kitgum        | 104.557                     | 167.030                     | 204.048                     |
| Distrikt Koboko        | 062.337                     | 129.148                     | 206.495                     |
| Distrikt Kole          | 115.259                     | 165.922                     | 239.327                     |
| Distrikt Kotido        | 057.198                     | 122.442                     | 181.050                     |
| Distrikt Kwania        |                             |                             | 183.304                     |
| Distrikt Lamwo         | 071.030                     | 115.345                     | 134.379                     |
| Distrikt Lira          | 191.473                     | 290.601                     | 408.043                     |
| Distrikt Madi Okollo   |                             |                             | 140.188                     |
| Distrikt Maracha       | 107.596                     | 145.705                     | 186.134                     |
| Distrikt Moroto        | 059.149                     | 077.243                     | 103.432                     |
| Distrikt Moyo          |                             |                             | 095.951                     |
| Distrikt Nabilatuk     |                             |                             | 068.409                     |
| Distrikt Nakapiripirit |                             |                             | 088.281                     |
| Distrikt Napak         | 037.684                     | 112.697                     | 142.224                     |
| Distrikt Nebbi         | 185.551                     | 266.312                     | 396.794                     |
| Distrikt Nwoya         | 037.947                     | 041.010                     | 133.506                     |
| Distrikt Obongi        |                             |                             | 043.061                     |
| Distrikt Omoro         |                             | 105.190                     | 160.732                     |
| Distrikt Otuke         | 043.457                     | 062.018                     | 104.254                     |
| Distrikt Oyam          | 177.053                     | 268.415                     | 383.644                     |
| Distrikt Pader         | 080.938                     | 142.320                     | 178.004                     |
| Distrikt Pakwach       |                             | 099.478                     | 157.835                     |
| Distrikt Yumbe         | 099.794                     | 251.784                     | 484.822                     |
| Distrikt Zombo         | 131.315                     | 169.048                     | 240.081                     |